# Мустакиллик майдони (станция метро)
«Мустакиллик майдони» (узб. Mustaqillik maydoni — Площадь Независимости) — станция Ташкентского метрополитена.
Пущена в эксплуатацию 6 ноября 1977 года в составе первого участка Чиланзарской линии : «Сабир Рахимов» — «Октябрьской Революции».
Расположена между станциями : «Пахтакор» и «Сквер Амира Тимура».

## История
До 1 ноября 1991 года станция называлась «Площадь имени В. И. Ленина».

## Характеристика
Станция : колонная, трёхпролётная, мелкого заложения с двумя подземными вестибюлями.

## Оформление
Станция оформлена национальными узбекскими орнаментами.
Колонны и стены в вестибюлях облицованы плитами из газганского мрамора.
Пол выложен плитами из полированного гранита.
Белые колонны станции облицованные плитами из нуратинского мрамора, стены светло-розовыми газганским мрамором. Цоколь отделан красным емельяновским гранитом.
Пол станции выложен полированными плитами из красного и серого гранита с рисунком в национальном стиле.
В потолке по периметру подвешены хрустальные люстры в куполах, середина зала завершается куполами с большими хрустальными люстрами (художница: Ирена Липиене).
Станцию метро презентовали испанской королевской чете — Королю Испании Хун Карлосу I и королеве Софии Греческой во время визита в Ташкент в мае 1984.г.

## Галерея

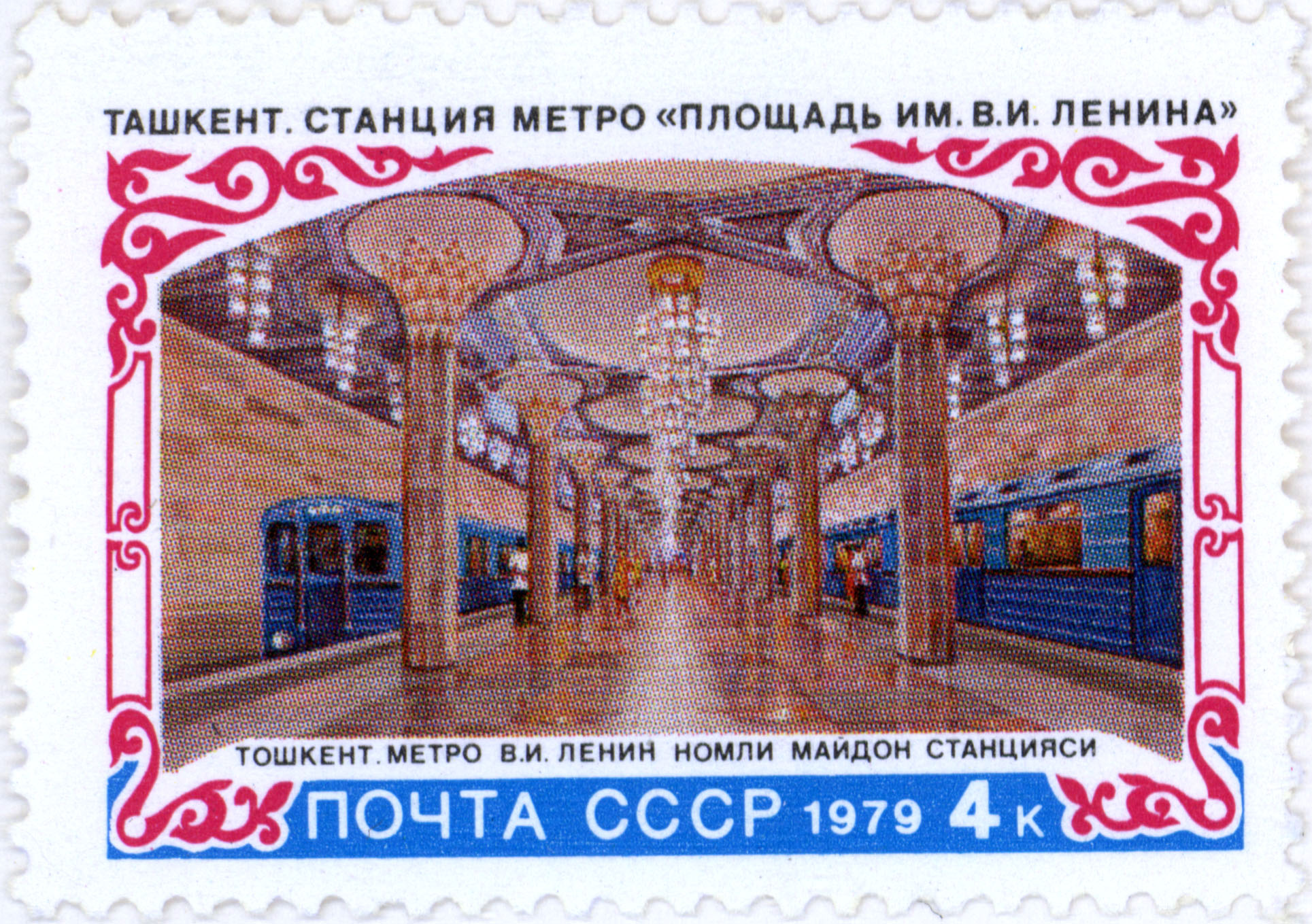
Станция «Площадь Ленина» (ныне «Мустакиллик майдони») на марке СССР, 1979 год.
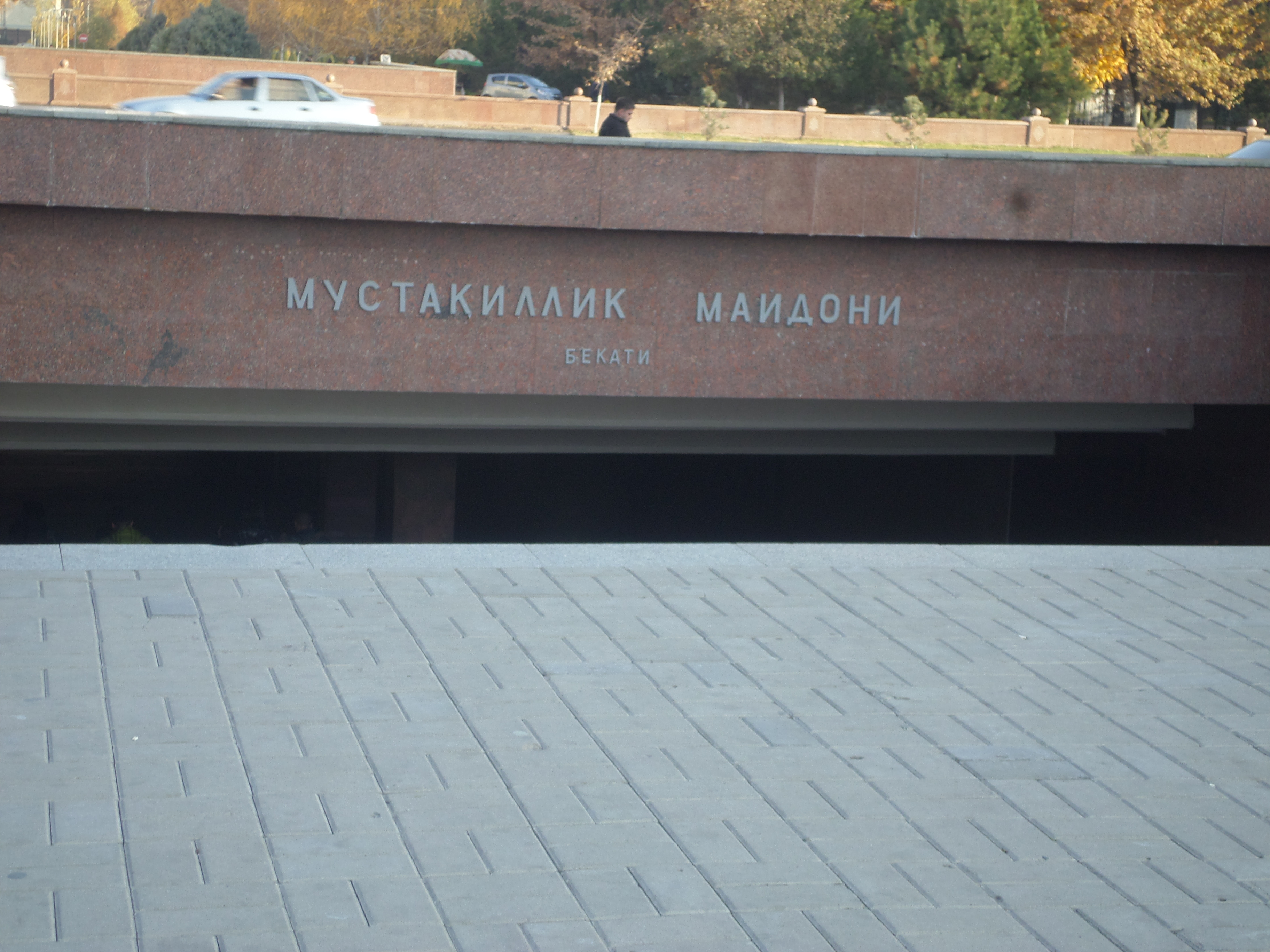
Вход на станцию.
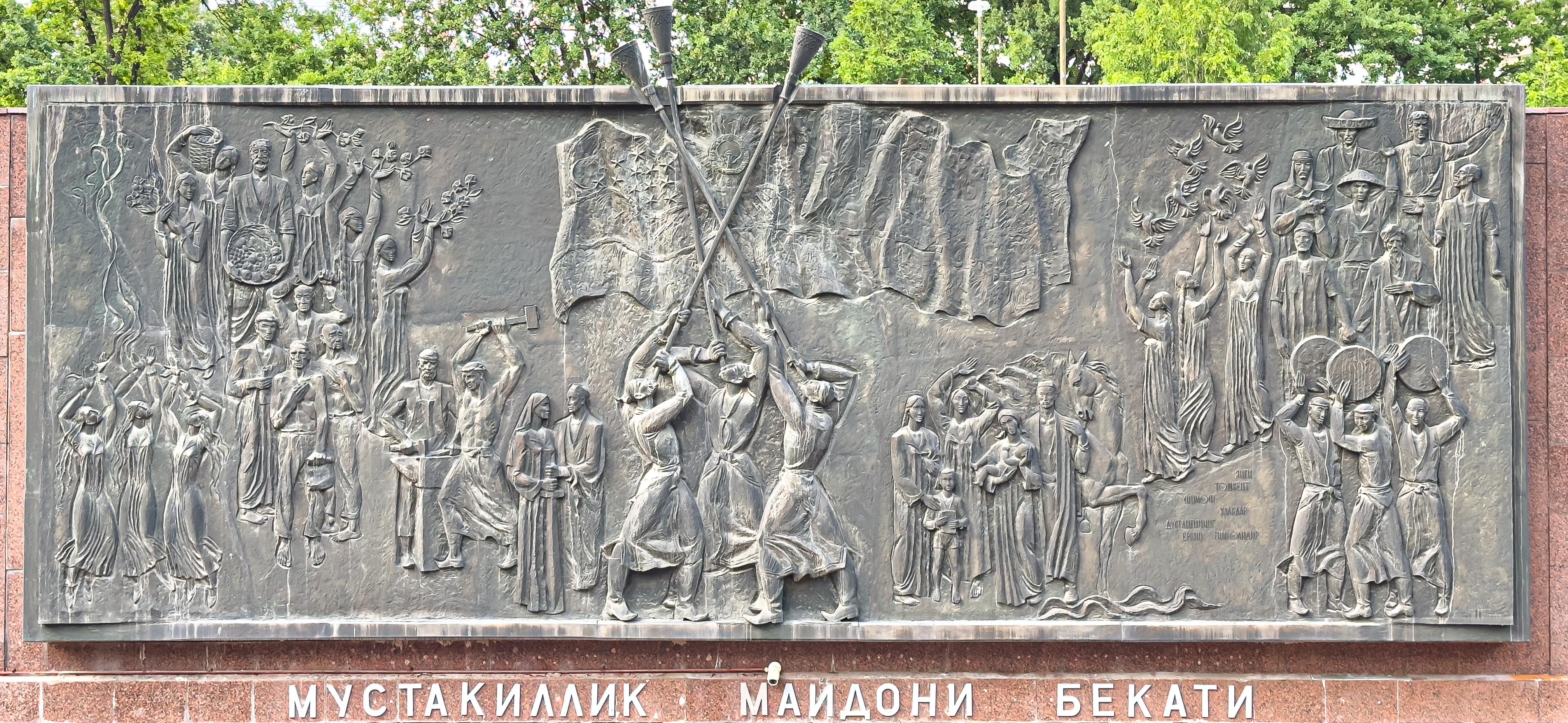
Вход на станцию.